# Faucon-de-Barcelonnette
Faucon-de-Barcelonnette – miejscowość i gmina we Francji, w regionie Prowansja-Alpy-Lazurowe Wybrzeże, w departamencie Alpy Górnej Prowansji.

## Demografia
Według danych na rok 1990 gminę zamieszkiwało 199 osób, a gęstość zaludnienia wynosiła 11 osób/km². W styczniu 2015 r. Faucon-de-Barcelonnette zamieszkiwało 320 osób, przy gęstości zaludnienia wynoszącej 17,7 osób/km².